# Шабаны (Палкинский район)
Шабаны — деревня в Новоуситовской волости Палкинского района Псковской области. Расположена на берегу реки Великая, недалеко от границы с Островским районом.

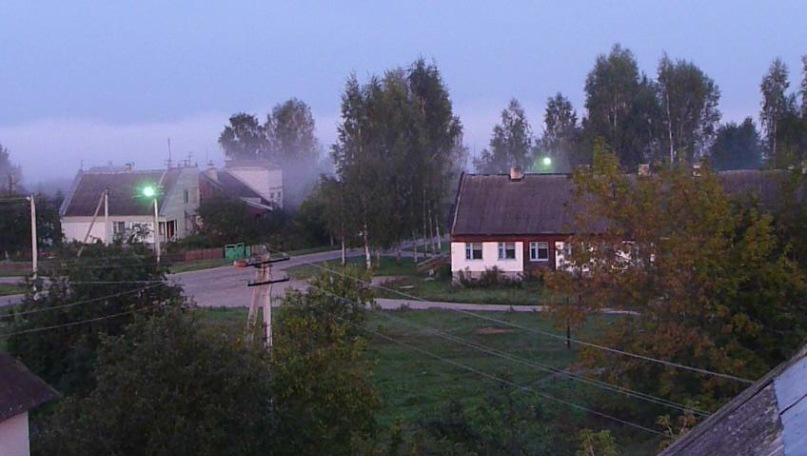
Вид на центр деревни Шабаны

Численность населения — 146 человек (2000 год), 144 человека (2010 год).
Основная застройка деревни — типовые железобетонные дома постройки 1985—1986 года.
В деревне около 30 — 40 домов.
Ранее в деревне была начальная школа, библиотека и клуб.
В данный момент школа и клуб не работают.
С 01.09.2010 г. библиотека закрыта по решению Администрации Палкинского района.
Дети учатся в 2-х ближайших школах, Добычинской (дер. Новая Уситва, Палкинский р-н) и в школе дер. Рубилово (Островский р-н).
В деревне 2 магазина. Водонапорная башня.
С сентября 2011 года для данного района в сервисе Google maps/Google Earth обновлены карты — теперь отлично виден каждый дом, границы участков, перекаты на реке и проч.